# Уайт, Роберт (дипломат)
Роберт Эдвард Уайт (англ. Robert Edward White; 21 сентября 1926 года, Мелроз — 14 января 2015, Арлингтон) — американский дипломат и политолог, при администрации Джимми Картера — посол США в Парагвае (1977—1980) и Сальвадоре (1980—1981). Проводил либеральный курс защиты прав человека, вызывавший недовольство латиноамериканских диктаторских режимов и правых кругов США. В ходе сальвадорской гражданской войны активно противодействовал режиму хунты и ультраправым эскадронам смерти. Отстранён от дипломатической службы при администрации Рональда Рейгана. После этого работал в различных НПО, выступал с правозащитных позиций.

## Католик
Родился в рабочем районе Большого Бостона. Происходил из семьи ирландского происхождения, получил религиозное католическое воспитание. Впоследствии сверял свои общественные позиции с Римско-католической церковью, ориентировался на решения Второго Ватиканского собора.
В 1944—1945 Роберт Уайт участвовал во Второй мировой войне. Служил радистом в ВМФ на Тихом океане. Демобилизовавшись, окончил в Колчестере частный католический Колледж святого Михаила. По программе Фулбрайта прошёл обучение во Флетчеровской школе права и дипломатии Университета Тафтса.

## Дипломат
В 1955 Роберт Уайт поступил на дипломатическую службу в Госдепартамент США. Служил в американских представительствах в Гонконге и Оттаве, затем был переведён на латиноамериканское направление. Был сотрудником посольств в Колумбии, Эквадоре, Гондурасе, Никарагуа. С 1968 по 1970 — заместитель регионального директора Корпуса мира по Латинской Америке. В 1975—1977 — заместитель представителя США при Организации американских государств.
Роберт Уайт придерживался либеральной доктрины, основанной на приоритете прав человека. Он выступал против поддержки правых диктаторских режимов, за распространение демократических моделей. Будучи убеждённым антикоммунистом, Уайт считал главным политическим критерием не это, а соблюдение гражданских свобод и демократических норм. Был сторонником социальных реформ в Латинской Америке, прежде всего аграрных. Симпатизировал идеям социал-реформистского Третьего пути, социальному христианству и теологии освобождения. Активно поддерживал программу администрации Джона Кеннеди Союз ради прогресса.
Либерально-правозащитная позиция Роберта Уайта вызывала недовольство в администрации Ричарда Никсона, особенно у Генри Киссинджера. По настоянию Киссинджера, Уайт был отстранён от должности в Корпусе мира.
Роберт Уайт поддержал избрание Джимми Картера президентом США. Главным принципом внешней политики демократической администрации Картера была объявлена всемерная защита прав человека.

## Посол

### В Парагвае
В октябре 1977 Роберт Уайт был назначен послом США в Парагвае. Стронистский режим Альфредо Стресснера относился к правоавторитарным антикоммунистическим диктатурам. Роберт Уайт резко критиковал репрессивную политику Стресснера, возмущался пребыванием в Парагвае Йозефа Менгеле. В качестве посла Роберт Уайт предотвратил убийства нескольких левых оппозиционеров и запрет рабочих организаций.
От парагвайского генерала Алехандро Фретеса Давалоса Роберт Уайт узнал о существовании в Зоне Панамского канала своего рода «диспетчерского центра» Операция «Кондор». После этого он направил госсекретарю Сайрусу Вэнсу докладную записку, в которой ставил под сомнение целесообразность продолжения этой практики — как минимум с точки зрения опасности её огласки в свете убийства Орландо Летельера.
Позиция Уайта одобрялась госсекретарём Вэнсом, но категорически отторгалась правоконсервативными республиканцами. Самым жёстким критиком Уайта был сенатор Джесси Хелмс — влиятельный член сенатского комитета по международным делам, сторонник последовательно антикоммунистического курса. По тем же причинам линию Уайта не принимал помощник президента Картера по национальной безопасности Збигнев Бжезинский.

### В Сальвадоре
Осенью 1979 Роберт Уайт был назначен послом США в Сальвадоре. Из-за упорного сопротивления Джесси Хелмса сенатский комитет утвердил кандидатуру Уайта только в феврале 1980.
Посольская служба Роберта Уайта пришлась на первые годы гражданской войны в Сальвадоре. Уайт жёстко критиковал правительство сальвадорской хунты с правозащитных позиций. Посол США отрицал военное решение сальвадорского конфликта, выступал за переговоры с левыми повстанцами, социальные и демократическое преобразования в стране. Хосе Наполеона Дуарте он квалифицировал как платного агента ЦРУ. В то же время Уайт признавал, что Дуарте ориентирован на реформы и старается остановить жестокости правительственных сил.
Роберт Уайт был непримиримым противником ультраправых эскадронов смерти. Он поддерживал дружеские отношения с архиепископом Оскаром Арнульфо Ромеро — главным морально-политическим авторитетом оппозиции — и встречался с ним за день до его гибели. Лидера сальвадорских ультраправых Роберто д’Обюссона Роберт Уайт назвал «патологическим убийцей» (это высказывание многократно цитировалось в СССР).
Со своей стороны, сальвадорские военные и ультраправые боевики относились к Роберту Уайту с нескрываемой враждебностью. После ареста майора д’Обюссона и группы его соратников 7 мая 1980 (они обвинялись в убийстве архиепископа Ромеро и заговоре с целью захвата власти) активистки праворадикальной организации FAN устроили у дома Уайта групповой пикет под лозунгом «White go home». Жена майора Иоланда д’Обюссон своим автомобилем перекрыла въезд в дом.
Впоследствии Марианна Уайт — жена Роберта Уайта — вспоминала, как на официальных приёмах в посольстве сальвадорские офицеры (а также американские бизнесмены, сотрудничающие с сальвадорскими властями) вслух выражали желание застрелить её мужа. Негативно относилась к американскому послу и резидентура ЦРУ.
2 декабря 1980 года в Сан-Сальвадоре были захвачены и убиты (предположительно солдатами Национальной гвардии) американские католические миссионерки, одна из которых была лично знакома с Уайтом и пользовалась его морально-политической поддержкой. Уайт потребовал тщательного расследования и прекращения американской военной помощи Сальвадору. Он дал публичное обещание, что «на этот раз подонки не отвертятся».
20 января 1981 на пост президента США вступил Рональд Рейган. Государственным секретарём стал Александр Хейг. Новая республиканская администрация выступала с позиций жёсткого антикоммунизма и антисоветизма. Поддержка антикоммунистических режимов ставилась выше доктрины прав человека. Сальвадорский военно-политический конфликт рассматривался как важный участок глобальной Холодной войны.
В новом политическом раскладе отставка Роберта Уайта стала неизбежной. Уже 1 февраля 1981 года он был отозван с должности посла в Сальвадоре. Уайта сменил Дин Хинтон, однозначно ориентированный на поддержку сальвадорской хунты и относительно лояльный даже к майору д’Обюссону.
Деятельность Роберта Уайта получила отражение в кинематографе: в фильме Оливера Стоуна Сальвадор он выведен как персонаж под именем Том Келли.

## Политолог
Оставив дипломатическую службу, Роберт Уайт работал в Фонде Карнеги, затем в Центре международной политики и Международном центре политического развития. Был профессором международных отношений в бостонском Колледже Симмонса.
Роберт Уайт продолжал выступать в поддержку либеральной демократии, за приоритет прав человека в международной политике. Особое внимание уделял положению в странах Латинской Америки. Участвовал в миссии наблюдателей за выборами на Гаити в 1987. Продолжал настаивать на расследовании убийств в Сальвадоре 1980 года. В этом контексте Уайт критиковал политику США, которые «во имя антикоммунизма поддерживали военных, подавлявших демократию, свободу слова и права человека». Выступал за реформирование разведывательных служб США.

## Кончина
Скончался Роберт Уайт в возрасте 88 лет. В некрологах отмечалась его приверженность фундаментальным ценностям демократии и прав человека, твёрдость в отстаивании этих идеалов, даже в ущерб собственным интересам.

## Семья
Роберт Уайт был женат, имел двух дочерей и трёх внуков. Со своей женой Марианной Уайт (Кэхилл) он познакомился в 1955 — она была директором скаутской школы для девочек.